# Дершау
Дершау (нем. von Derschau) — русский баронский род.

## Происхождение и история рода
Происходит из Силезии. Фридрих Вильгельм Дершау (1723—1779) был военным министром в Пруссии при Фридрихе-Вильгельме II. Одна ветвь этого рода переселилась в Курляндию.
Дершау, Карл Фёдорович был генерал-лейтенантом и комендантом в Або. Его сын, Фёдор Карлович (1821—не ранее 1862) — русский литератор и публицист, издатель-редактор журнала «Финский вестник». Другой сын — Николай Карлович (1820—1907) — инженер, тайный советник, член технического комитета Военного министерства.
Род Дершау внесен в матрикул курляндского дворянства.

## Описание герба
В красном щите два возникающих навстречу друг друга серебряных барана.
Щит увенчан дворянским коронованным шлемом. Нашлемник — возникающий анфас серебряный баран. Намет красный с серебром.